# Kindergartenhaus Wiedikon

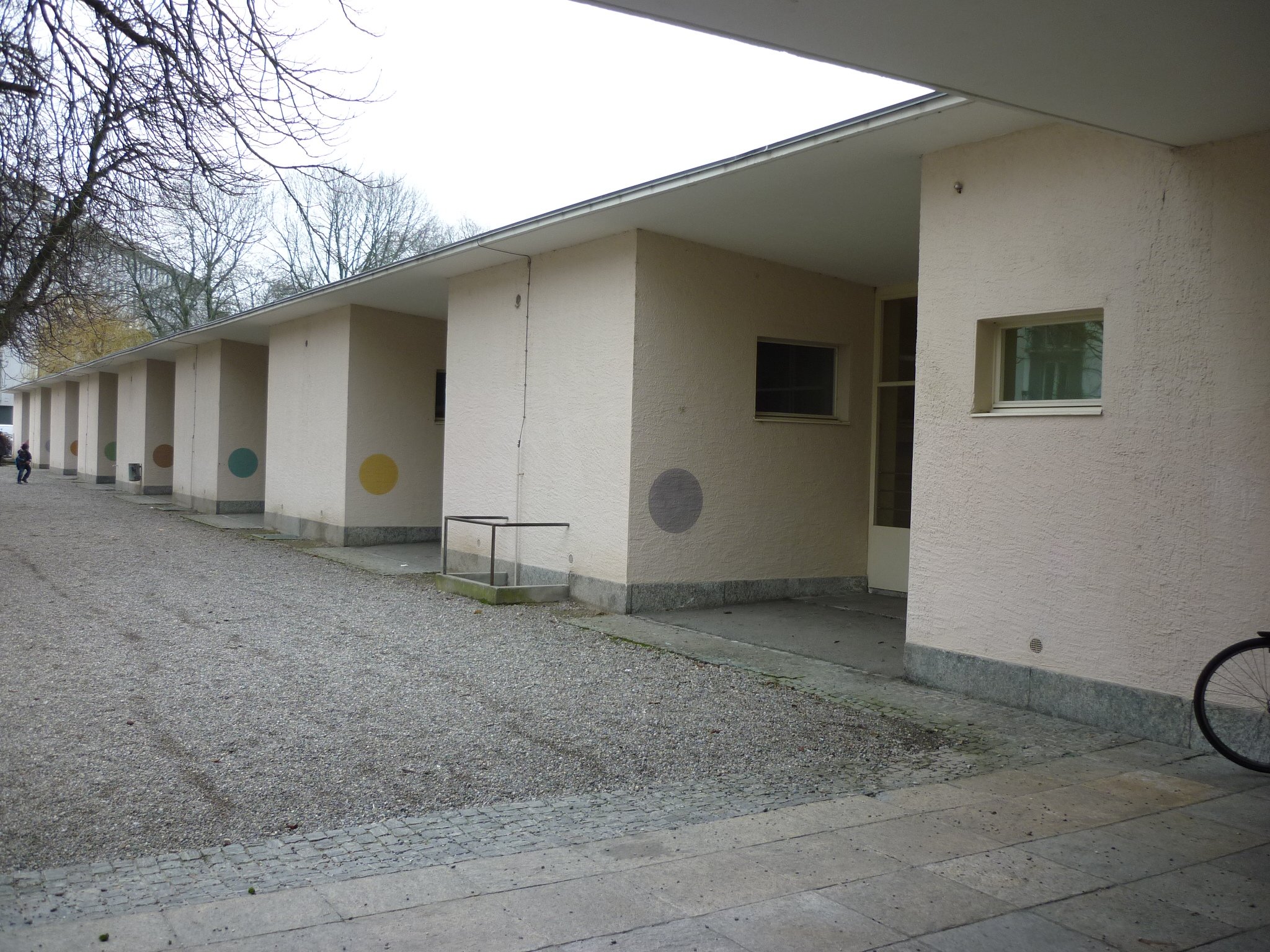
Kindergartenhaus Wiedikon, Nordseite

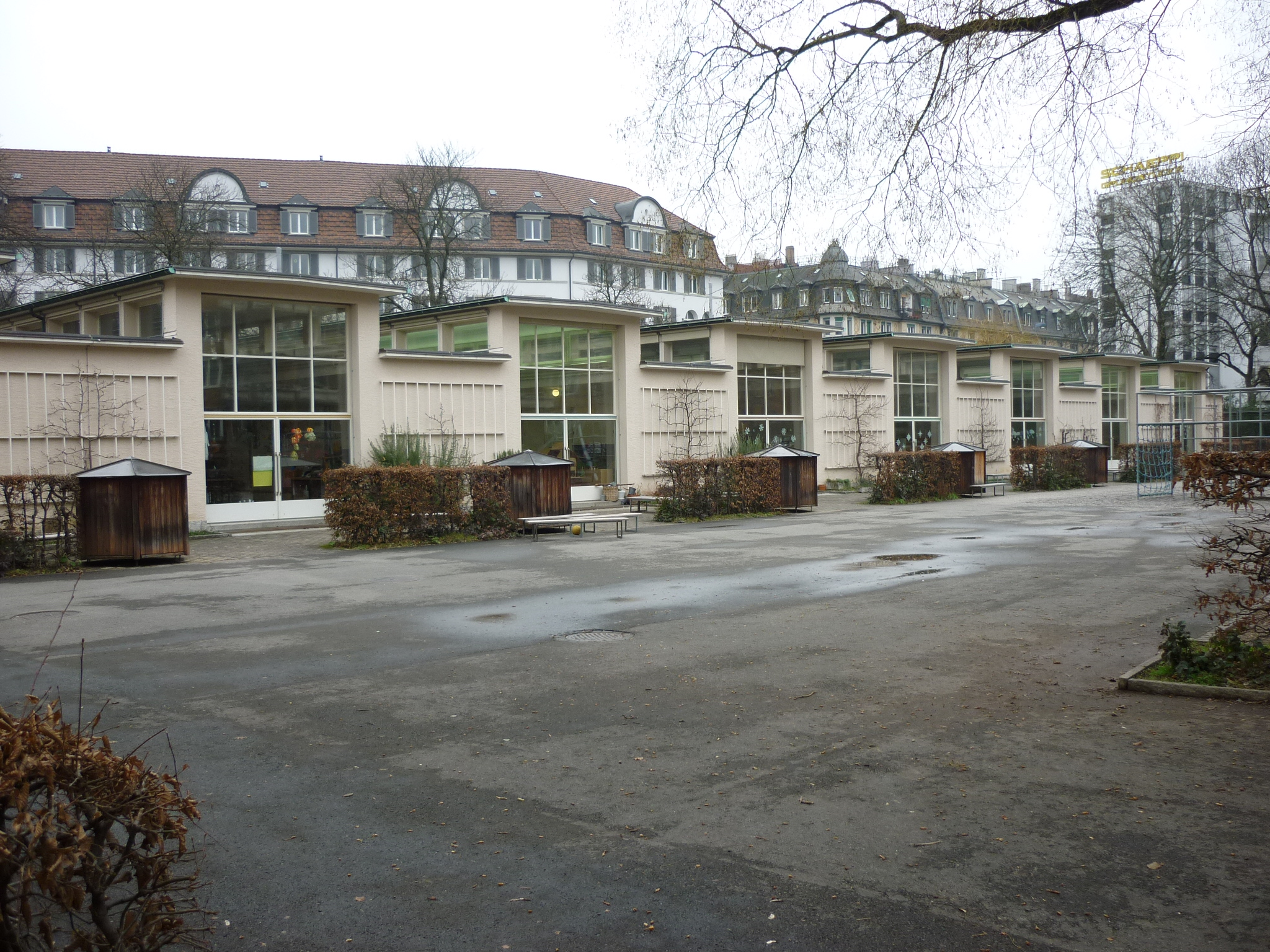
Kindergartenhaus Wiedikon, Südseite

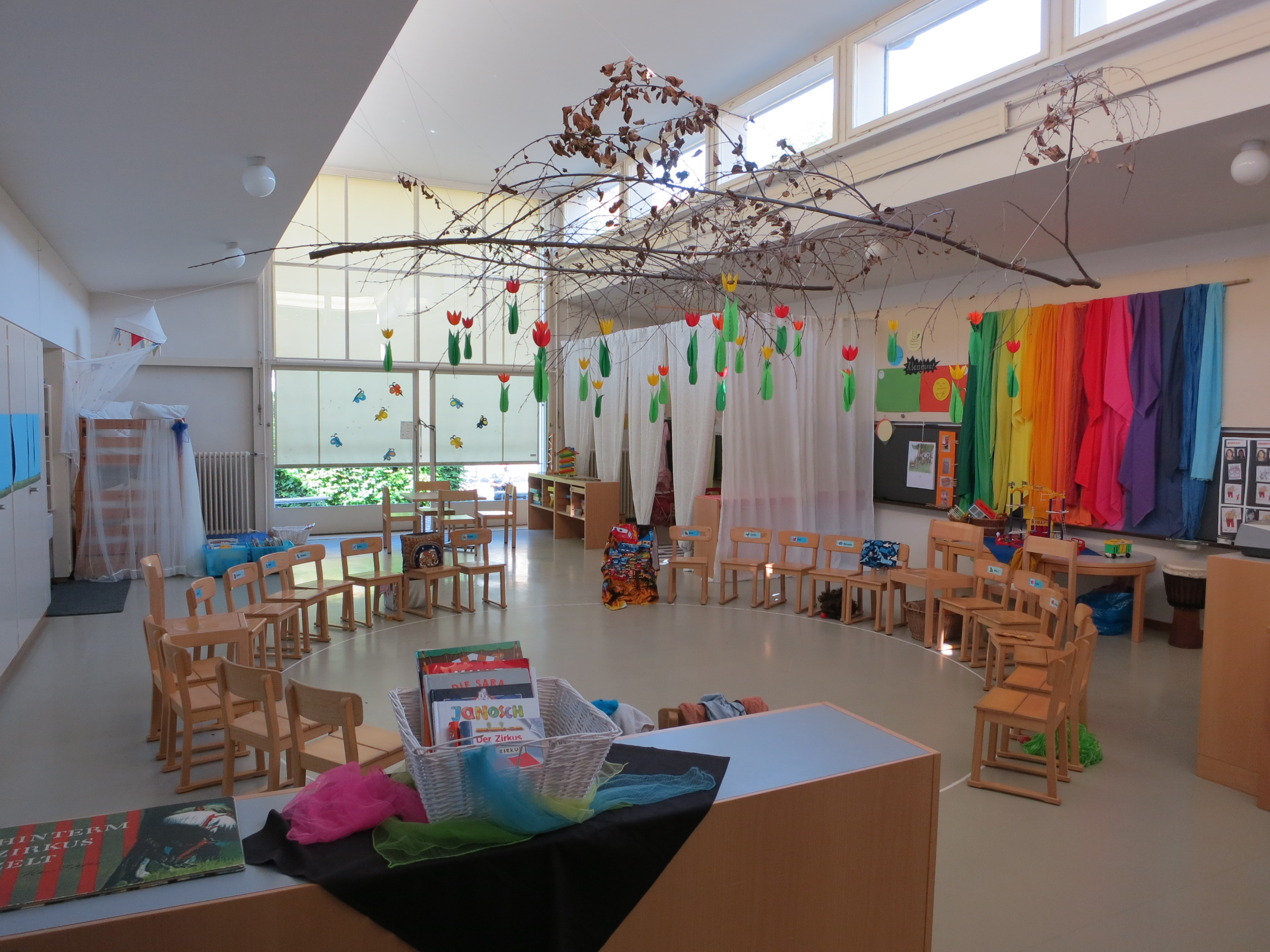
Kindergartenhaus Wiedikon, Innenraum

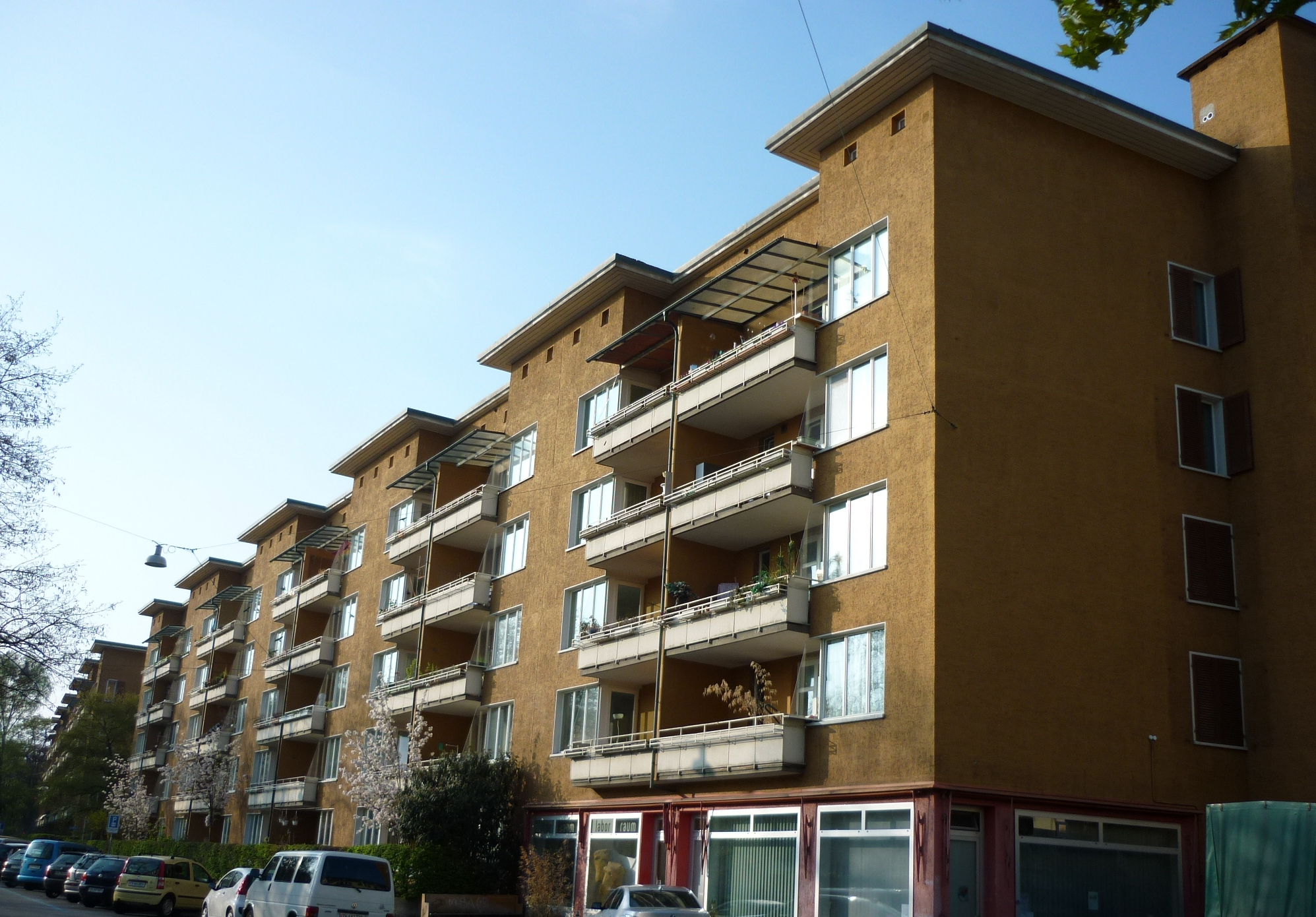
Wohnzeile Zurlindenstrasse als architektonisches Ensemble mit dem Kindergartenhaus

Das Kindergartenhaus Wiedikon an der Zurlindenstrasse in Zürich-Wiedikon ist eine der ersten Pavillonanlagen der Schweiz und ein typischer Vertreter des Neuen Bauens. Der Kindergartenkomplex wurde 1928–1932 von Hans Hofmann und Adolf Kellermüller erbaut. Er besteht aus acht Unterrichtszimmern, drei Horten und einer Turnhalle. Es gehört zum Schulkreis Limmattal.

## Geschichte
Das Kindergartenhaus wurde gleichzeitig mit einer Wohnzeile der Allgemeinen Baugenossenschaft Zürich an der Zurlindenstrasse, welche das Areal südlich begrenzt, realisiert. Das 1924 im Roten Zürich eingeführte Programm zur Unterstützung von Wohnbaugenossenschaften hatte ab 1928 zu einem Boom beim Bau von Genossenschaftssiedlungen geführt.
Die Bauweise des Neuen Bauens forderte viel Licht, Luft und Bewegung. Beim Gebäude des Kindergartenhauses finden sich entsprechende Elemente wie Oberlichter für die grosszügig konzipierten Unterrichtszimmer, vollständig verglaste Fassadenteile oder direkte Ausgänge ins Freie. Kindergarten und die Wohnzeile der Allgemeinen Baugenossenschaft bilden eine stilistische und funktionale Einheit. Sie sind im Inventar der Denkmalpflege aufgeführt.
Der Vortragssaal wurde 1953 in eine Turnhalle umgebaut. 1975 fand eine umfangreichere Sanierung mit weiteren Umbauten statt. Die ehemalige Abwartwohnung dient seit 1989 als Mittagshort.
Von 2000 bis 2002 fand eine denkmalpflegerische Gesamtinstandsetzung statt. Es galt einen der letzten erhaltenen Zeugen der klassischen Moderne für eine weitere Generation in ästhetischer, funktioneller und technischer Hinsicht zu sanieren und das Gebäude wärme- und haustechnisch heutigen Standards anzugleichen.